# Сосновка (муниципальное образование город Алексин)
Сосновка — деревня  в Тульской области России. С точки зрения административно-территориального устройства входит в Буныревский сельский округ, Алексинский район. В плане местного самоуправления входит в состав муниципального образования город Алексин.

## География
Деревня находится в северо-западной части Тульской области, в пределах северо-восточного склона Среднерусской возвышенности, при автодороге 70Н-004. Примыкает к восточной окраине села Бунырево.

### Климат
Климат характеризуется как умеренно континентальный, с ярко выраженными сезонами года. Средняя температура воздуха летнего периода — 16 — 20 °C (абсолютный максимум — 38 °С); зимнего периода — −5 — −12 °C (абсолютный минимум — −46 °С). Снежный покров держится в среднем 130—145 дней в году. Среднегодовое количество осадков — 650—730 мм.

## История
До революции была приписана к церковному приходу в с. Бунырево (Болдырев монастырь). Деревня входила в состав Стрелецкой волости Алексинского уезда.
В 1961 году указом Президиума Верховного Совета РСФСР деревня Погиблово
переименована в Сосновка.

## Население
| 2002 | 2010 |
| ---- | ---- |
| 126  | ↘85  |

## Инфраструктура
Личное подсобное хозяйство.

## Транспорт
Деревня доступна автотранспортом. Остановка общественного транспорта «Сосновка».